# Sydney Lemmon
Sydney Noël Lemmon (Los Angeles, 10 augustus 1990) is een Amerikaans actrice. Ze speelde in diverse films en series, waaronder Velvet Buzzsaw, Tár en Fear the Walking Dead.
Ze is de kleindochter van acteur Jack Lemmon.

## Filmografie

### Film
- 2014: BadPuss: A Popumentary, als Ro
- 2018: Plain Fiction, als San
- 2019: Velvet Buzzsaw, als assistent van Jon Dondon
- 2020: The Summer of Snakes, als Valerie
- 2022: Firestarter, als Victoria "Vicky" McGee
- 2022: Tár, als Whitney Reese
- 2024: Merci, Poppy
- 2024: Tiger Tiger, als Lea

### Televisie
- 2014: Irreversible, als serveerster
- 2015: Roof Access, als Bella
- 2018: Law & Order: Special Victims Unit, als Susie
- 2019-2021: Fear the Walking Dead, als Isabelle
- 2019, 2023: Succession, als Jennifer
- 2020: Acting for a Cause, als Bertha / Charlotte Lucas
- 2020: Helstrom, als Ana Helstrom
- 2022: The Good Fight, als Lila Royce
- 2024: Evil, als Tori

## Theater
- 2018: The Parisian Woman, als Rebecca
- 2023-2024: Job, als Jane